# Comité Central de Milicias Antifascistas de Cataluña
El Comité Central de Milicias Antifascistas de Cataluña fue un entidad administrativa y militar creada el 21 de julio de 1936 por el presidente de la Generalidad de Cataluña Lluís Companys bajo la presión ejercida por la central sindical anarcosindicalista Confederación Nacional del Trabajo y la Federación Anarquista Ibérica que habían capitalizado la lucha obrera en las calles de Barcelona en un intento de doblegar a los militares sublevados contra la Segunda República española y en el contexto de la Revolución social española de 1936.

## Historia

### Inicios
Tras la derrota del golpe militar del 19 de julio en Barcelona es la CNT quien se encuentra en una situación de superioridad respecto al resto de las fuerzas del Frente Popular y otros sindicatos, así como del estado republicano en Cataluña. Sin embargo, la situación estaba muy poco clara en el resto de España. Las noticias que llegaban eran bastante confusas y contradictoras sobre ciudades que cambiaban de bando. Desde los primeros días el gobierno republicano de la Generalidad de Cataluña estaba totalmente desbordado por la acción de las masas en la calle mediante comités populares que organizaban la vida de los barrios. Asimismo se constituían milicias populares con las armas incautadas en los arsenales del ejército y se iban en grupos para liberar otras poblaciones en poder del ejército sublevado (aún antes de constituirse las primeras columnas de milicias). 
En esta situación de falta de legitimidad del Estado y de su representante en Cataluña (la Generalidad), se constituye un organismo conjunto entre los distintos partidos políticos catalanes antifascistas y los sindicatos (que en esos momentos dominaban la calle). Así, el CCMA se convierte en un gobierno paralelo que convivirá con el de la Generalidad durante dos meses. No se trató en ningún momento de un «poder dual» como en la época de los soviets en Rusia, sino de una duplicidad de poderes. Los dos gobiernos convivían y no se enfrentaron hasta que se decidió la disolución del CCMA ya en agosto (a pesar de hacerse efectiva a finales de septiembre de 1936). 
Cuando Companys recibe el 21 de julio a los delegados de los anarquistas, que venían prácticamente de una batalla de 30 horas en las que no habían dormido ni se habían limpiado aún, les dice: 

Ante todo, he de deciros que la C.N.T. y la F.A.I. no han sido nunca tratadas como se merecían por su verdadera importancia. Siempre habéis sido perseguidos duramente; y yo, con mucho dolor, pero forzado por las realidades políticas, que antes estuve con vosotros, después me he visto obligado a enfrentarme y perseguiros. Hoy sois los dueños de la ciudad y de Cataluña, porque sólo vosotros habéis vencido a los militares fascistas, y espero que no os sabrá mal que en este momento os recuerde que no os ha faltado la ayuda de los pocos o muchos hombres leales de mi partido y de los guardias y mozos...

Pero la verdad es que, perseguidos duramente hasta anteayer, hoy habéis vencido a los militares y fascistas. No puedo pues, sabiendo cómo y quiénes sois, emplear lenguaje que no sea de gran sinceridad. Habéis vencido y todo esté en vuestro poder; si no me necesitáis o no me queráis como Presidente de Cataluña, decídmelo ahora, que yo pasaré a ser un soldado más en la lucha contra el fascismo. Si, por el contrario, creéis en este puesto que sólo muerto hubiese dejado ante el fascismo triunfante, puedo, con los hombres de mi partido, mi nombre y mi prestigio, ser útil en esta lucha, que si bien termina hoy y mi prestigio en la ciudad, no sabemos cuándo y cómo terminará en el resto de España, podéis contar conmigo y con mi lealtad de hombre y de político que está convencido de que hoy muere todo un pasado de bochorno, y que desea sinceramente que Cataluña marche a la cabeza de los países más adelantados en materia social.
Memorias de Juan García Oliver

De acuerdo con algunos testimonios, habría sido el propio Companys el artífice de la idea:

Companys propuso a los dirigentes anarcosindicalistas la creación de un nuevo organismo, integrado por representantes de todas las fuerzas políticas de izquierda y sindicales, que se encargara de hacer frente a la amenaza fascista. Este organismo se tenía que llamar Comité Central de Milicias Antifascistas. El primer objectivo que se planteaba Companys era reorganizar las fuerzas armadas a través de este nuevo organismo, y daba esta finalidad al Comité de Milicias, que proponía a todas las fuerzas políticas y sindicales esperando que los anarquistas, esencialmente hombres combativos, se integrarían en ella y se desentenderían de las cuestiones políticas.
Ramon Brusco, 2003

El Comité presentaba un claro predominio de las organizaciones anarquistas, si bien también se encontraban representadas en el mismo todas las fuerzas del Frente Popular (ERC, POUM, PSUC, Unión Republicana, Unió de Rabassaires y UGT). Tuvo un comisario delegado de la Generalidad de Cataluña, llamado Lluís Prunés, y un jefe militar nombrado también por Companys, Pérez Farràs.  En la práctica, fue la fuerte personalidad del anarquista Juan García Oliver la que dominó el comité durante sus dos meses de vida. 
El Comité se instaló inmediatamente en un amplio edificio de la Plaza de Palacio, de Barcelona, ocupado por la Escuela de Náutica. Organizó y llevó a cabo con rapidez las primeras expediciones de milicianos al frente de Aragón. Tres de sus miembros, Buenaventura Durruti, Pérez Farrás y Del Barrio, tomaron el mando directo de dos sectores de lucha en esta primera salida de fuerzas. Ante el derrumbe de la autoridad del estado en Cataluña, el Comité de Milicias, fue un órgano vivo, un gobierno a la sombra, que tuvo que hacer frente a la guerra, creando precipitadamente cuanto la guerra necesitaba y que no existía en Cataluña: organización de ejércitos, creación de Escuelas de Guerra, Sanidad Militar, abastecimiento, transportes, industrias de guerra, dirección de las operaciones, etc.
Frecuentemente, la autoridad del Comité Central de Milicias terminaba en las afueras de Barcelona, donde empezaba el poder de los comités revolucionarios de cada localidad. Simultáneamente al Comité Central, existían otras Juntas de poder territorial en Cataluña. En la provincia de Tarragona, en la ciudad industrial de Reus, se había un formado un gobierno local del Frente Popular que estaba dirigido por el anarcosindicalismo. En la ciudad de Lérida, la Junta de poder territorial estaba bajo el control del POUM, y en su seno no existía ninguna representación de los partidos republicanos ni tenía ningún tipo de vínculo con el gobierno de la Generalidad. Durante las primeras semanas de la guerra se produce una atomización del poder.

### Desarrollo
Entre el 21 de julio y mediados de agosto de 1936 se constituyen las Patrullas de Control como «policía revolucionaria» dependiente del Comité Central de Milicias Antifascistas (CCMA). La mitad aproximada de los 700 patrulleros tenía carné de la CNT, o eran de la FAI; la otra mitad estaba afiliada al resto de organizaciones componentes del CCMA: POUM, Esquerra Republicana de Cataluña (ERC) y PSUC, fundamentalmente. Sólo cuatro delegados de sección, sobre los once existentes, eran de la CNT: los de Pueblo Nuevo, Sants, San Andrés (Armonía) y Clot; otros cuatro eran de ERC, tres del PSUC y ninguno del POUM. Las Patrullas de Control dependían del Comité de Investigación del CCMA, dirigido por Aurelio Fernández (FAI) y Salvador González (PSUC).
Cuando se produce el desembarco de Mallorca a primeros de agosto, se pone de manifiesto la incapacidad del CCMA, no ya de organizarse, sino siquiera de enterarse de todas las operaciones militares que se estaban llevando a cabo desde Cataluña. La operación de Mallorca fue organizada desde la Generalidad (dominada por ERC) en connivencia con el PSUC y en la que participó el Sindicato de Transporte de Barcelona, de la CNT, a iniciativa del comandante Alberto Bayo. El CCMA (que se suponía que mandaba todas las operaciones militares) se enteró de la operación cuando ya se estaban embarcando las tropas en el puerto de Barcelona.

### Represión
El Comité Central de Milicias Antifascistas de Cataluña, amedrentó a la sociedad catalana y asesinó a millares de catalanes.[cita requerida] Los cálculos[¿según quién?] varían de 8.000 a 9.000 asesinatos, entre cuyas víctimas destaca el número de periodistas, que trabajaban en medios tan diversos como "El Correo", "Avui", "Terra Ferma", "El Matí", "Diario de Lérida", "La Cruz", "Agencia Fabra", "El Semanario Católico", "El Correo de Lérida", "Diario de Comercio de Barcelona", "El Correo de Tortosa", "el Correo Catalán" o "Semanario Católico".
Los estudiosos,[¿cuál?] además de los periodistas, ofrecen los datos de otros sectores de la sociedad catalana, que fueron víctimas de la represión de Lluís Companys a través del comité. Entre estas víctimas se cuentan: 16 poetas, 51 funcionarios del Ayuntamiento de Barcelona, 31 nobles, 16 socios del Barça, 199 militares y hasta 99 miembros de Esquerra Republicana. Pero el mayor número de las víctimas fueron católicos, más de 1500 sacerdotes fueron perseguidos y asesinados solo por ser católicos. El comité también es responsable de asesinatos, violaciones, torturas y vejaciones de decenas de religiosas. Entre los casos más brutales destacan los de Apolonia Lizárraga y Ochoa de Zabalegui o las hermanas Carmen, Rosa y Magdalena Fradera Ferragutcasas.

### Disolución
Los comités superiores de la CNT, que controlaban el CCMA, decidieron a mediados de agosto suprimir su funcionamiento, y sustituirlo por un gobierno de la Generalidad más fuerte, cosa que se anuncia el 27 de septiembre. Decidida la supresión del Consejo, se procedió a la negociación de la ampliación del gobierno de la Generalidad para incluir a todas las fuerzas antifascistas y sindicales. La idea era ganar eficacia y evitar la duplicidad de poderes. Finalmente el 1 de octubre de 1936 se autodisuelve, entre otros motivos, por una cierta estabilización de la situación a nivel institucional y la necesidad de reforzar el papel de gobierno de la Generalidad. Algunos representantes del Comité se integraron en el Gobierno de Cataluña. La disolución del Comité Central de Milicias dejó a la Consejería de Defensa el control teórico sobre las milicias que actuaban en Cataluña, aunque estas continuaron disfrutando de una gran autonomía y siguieron escapando del control de las autoridades.